# 阿爾伯特·哈伯特
阿爾伯特·愛德華·哈伯特（Albert Edward Harbot，1896年—1968年1月28日），是出生於萊斯特的英格蘭的男子羽球運動員。
阿爾伯特·哈伯特在1928年與瑪格麗特·特拉傑一起贏得了全英羽球錦標賽混合雙打冠軍。
他曾代表漢普郡效力於英格蘭國家羽毛球隊。